# 20th Jun Togawa
『20th Jun Togawa』は戸川純名義で発売された2枚目のカバー・アルバム。2000年09月25日にホッピー神山主宰のインディーズレーベルのGod Mountainにて発売された。

## 概要
- ホッピー神山プロデュース。芸能生活20周年記念カバー・アルバム。
- 芸能生活10周年記念で発売されたカバーアルバム『昭和享年』に続くカバーアルバム第2弾。
- ヤプーズでの活動がメインであったため、戸川純名義でのオフィシャル作品発売は『昭和享年』以来11年ぶりである。
- 『昭和享年』は昭和を巡る作品だったが、本作は帯に「good bye to twentieth century」とあるように、タイトルは20周年の戸川純が20世紀の楽曲を辿るという意味合いも込められた作品である。
- インナーは付属しいているが、歌詞カードは元々添付されていない。但し「ラジオのように」はベストアルバム『TOGAWA LEGEND SELF SELECT BEST & RARE 1979-2008』には歌詞が掲載されている。
- 2003年の再発売盤は特典（1000枚限定）として2002年06月08日に青山CAYで行なわれたゴダールのイベントより、ゴダールへのオマージュ曲「The homage for Jean Luc Godard～movement #3」「All tomorrow's party (with String Quartet)」の2曲入りCD付。[1]

## 収録曲
1. ラジオのように　Comme a la radio
  - 作詞・作曲：Brigitte Fontaine、Areski Belkacem

※オリジナル：Brigitte Fontaine（1969年）
2. 終曲（Finale）
  - 作詞・作曲：Phew

※オリジナル：Phew（1980年）
3. Joe le Taxi
  - 作詞：Etienne Roda-Gil／作曲：Franck Langolff

※オリジナル：Vanessa Paradis（1988年）
4. Because the night
  - 作詞・作曲：Patti Smith、Bruce Springsteen

※オリジナル：Patti Smith（1978年）
5. Casablanca moon
  - 作詞：Peter Blegvad／作曲：Anthony Moore

※オリジナル：Slapp Happy（1972年）
6. All tomorrow's parties
  - 作詞・作曲：Lou Read

※オリジナル：The Velvet Underground&Nico（1966年）

## 参加ミュージシャン
- ホッピー神山：Piano、Loop Guitar他
- 窪田晴男：Guitar
- デニス・ガン：Guitar
- ナスノミツル：Bass
- 中原信雄：Bass
- スティーブ衛藤：Percussion
- エミ・エレオノーラ：Accordion
- 大友良英：Noise Guitar
- 沢井原兒：Clarinet
- 坂本弘道：Cello、Electric Cello

## 発売形態
| 形態 | 発売日         | 品番                      | 発売元                 | 備考                                                                                     |
| ---- | -------------- | ------------------------- | ---------------------- | ---------------------------------------------------------------------------------------- |
| CD   | 2000年09月25日 | COGO-0102                 | God Mountain/God Ocean | ダブル紙ジャケット仕様。                                                                 |
| CD   | 2003年04月10日 | GMCD-035/GMCD-000(特典CD) | God Mountain           | 再発売盤。ジュエルケース仕様。初回1000枚のみ特典CD付（ジャケなしジュエルケース、CDのみ） |
| LP   | 2020年09月23日 | JSLP-129                  | God Mountain           | 初アナログ化                                                                             |